# Isla Francisco José
Isla Francisco José (en albanés: Ishulli i Franc Jozefit) es una isla situada en la desembocadura del río Bojana en Albania. La isla está formada por ricos suelos aluviales y se convierte en una península, dependiendo del tamaño del flujo del río Bojana. Esta isla es un importante lugar de anidación para muchas aves marinas, especialmente de la familia ardeida. La isla es de tierras bajas con presencia de arena de mar y dominada por árboles del género Alnus. Los árboles son de 75 años de edad y alcanzan una altura de 16 m (52 pies). La isla suele recibir turistas extranjeros.
El nombre fue dado a la isla por los cartógrafos de Austria en 1870, en honor del Emperador Francisco José I de Austria.